# Maison Beregi
La maison Beregi (en hongrois : Beregi-ház) est un édifice situé à Szeged.